# MariaDB
MariaDB és una branca del sistema de gestió de bases de dades MySQL impulsada per la comunitat, per tal de mantenir el seu estat lliure sota la GNU GPL, degut a la incertesa de l'estat de la llicència de MySQL ara que està sota la propietat d'Oracle. Així mateix, hi ha la intenció de mantenir una alta fidelitat amb MySQL, que garanteixi una capacitat de substitució "drop-in" per l'equivalència de la biblioteca binària i la compatibilitat amb les APIs i les ordres de MySQL. Inclou el motor d'emmagatzematge XtraDB com a substitució d'InnoDB, així com un nou motor d'emmagatzematge, Aria, que pretén ser tant un motor transaccional com no transaccional, que potser fins i tot s'inclourà en futures versions de MySQL.
El seu principal desenvolupador és Monty Widenius, el fundador de MySQL i Monty Program Ab.

## Usuaris destacats
- LAMP
- Arch Linux[3]
- Chakra Linux[4]
- Fedora (des de Fedora 19)[5]
- Gentoo[6]
- Google[7]
- Mozilla[8]
- openSUSE (openSUSE 12.3 i posteriors)[9]
- Red Hat Enterprise Linux (RHEL 7 i posteriors)[10]
- Slackware[11]
- Wikimedia Foundation[12]
- SaltOS[13]